# Molly Price
Pour les articles homonymes, voir Price.
Molly Evan Price, née le 15 décembre 1966 à Plainfield dans le New Jersey est une actrice américaine, célèbre notamment pour le rôle de la policière Faith Yokas, dans la série New York 911, de 1999 à 2005.

## Biographie
Price est née à North Plainfield, New Jersey et a terminé ses études à North Plainfield High School en 1984. Puis, elle a obtenu le diplôme de l’université Rutgers.

## Carrière
Sa première apparition à la télé était dans un épisode de New York, Police judiciaire en 1991. Plus tard, elle a reçu trois autres rôles d'invité dans la même série jouant différents personnages. Elle est particulièrement connue pour l'interprétation de son personnage Faith Yokas dans la série New York 911.

## Vie privée
Elle est mariée à un pompier, Derek Kelly, également acteur, qui a fait plusieurs apparitions dans New York 911. Ils ont un fils, né en 2003.

## Filmographie

### Cinéma
- 1992 : Jersey Girl (en) de David Burton Morris : Cookie
- 1994 : Risk de Deirdre Fishel : Nikki
- 1997 : Embrasse-moi Gino (en) (Kiss Me, Guido) de Tony Vitale : Meryl
- 1997 : Ties to Rachel (en) de Jon Resnik : Leah
- 1999 : Les Aiguilleurs (Pushing Tin) de Mike Newell : Crystal Plotkin
- 1999 : Accords et Désaccords (Sweet and Lowdown) de Woody Allen : Ann
- 1999 : L'Ombre d'un soupçon (Random Hearts) de Sydney Pollack : Alice Beaufort
- 2000 : Insomnies (Chasing Sleep) de Michael Walker : Susie
- 2001 : The Sleepy Time Gal (en) de Christopher Munch : La collègue de Rebecca
- 2001 : Les Visiteurs en Amérique (Just Visiting) de Jean-Marie Poiré : enseignante
- 2001 : Cugini de John Gigante : Dove Cunningham
- 2007 : La Vie devant ses yeux (The Life Before Her Eyes) de Vadim Perelman : la mère de Diana
- 2009 : What Goes Up de Jonathan Glatzer : Donna Arbetter
- 2010 : Comment savoir (How Do You Know) de James L. Brooks : Coach Sally
- 2011 : The Good Doctor de Lance Daly : Mme Nixon
- 2012 : Not Fade Away de David Chase : Antoinette
- 2013 : The Devil You Know de James Oakley : Edie Fontaine
- 2014 : God's Pocket de John Slattery : Joanie
- 2024 : The History of Sound de Oliver Hermanus : la Mère de Lionel
- 2025 : Roofman de Derek Cianfrance

### Télévision

#### Téléfilms
- 1994 : La Comtesse de Brooklyn (The Counterfeit Contessa) de Ron Lagomarsino : Margo
- 1995 : Fausse piste (The Shamrock Conspiracy) de James Frawley :
- 1998 : Saint Maybe de Michael Pressman : Clara
- 2014 : Irreversible : Rose

#### Séries télévisées
- 1991 : The General Motors Playwrights Theater : Norma (saison 2, épisode 3)
- 1991-2006 : New York, police judiciaire (Law & Order) : Amy Newhouse / Détective Jones / Stroud / Allison Ashburn (4 épisodes)
- 1995-1996 : Bless This House : Phyllis (16 épisodes)
- 1997 : Dellaventura (en) : Natalie Webb (saison 1, épisode 11)
- 1998 : Encore! Encore! (en) : Francesca Pinoni (saison 1, épisode 1)
- 1999 : Trinity : (saison 1, épisode 7)
- 1999 et 2002 : Sex and the City : Susan Sharon (2 épisodes)
- 1999-2005 : New York 911 (Third Watch) : Faith Yokas (131 épisodes)
- 2002 et 2008 : Urgences (ER) : Mme O'Fallon / Faith Yokas
- 2005 : NIH : Alertes médicales (Medical Investigation) : Faith Yokas (saison 1, épisode 17)
- 2007 : Studio 60 on the Sunset Strip : Nona Pruitt (saison 1, épisode 14)
- 2007 : FBI : Portés disparus (Without a Trace) : Emily Reynolds (2 épisodes)
- 2007 : Bionic Woman : Ruth Treadwell (9 épisodes)
- 2009 : Eleventh Hour : Dr Elisabeth Hansen (saison 1, épisode 15)
- 2009 : Lie to Me : Directrice adjointe Messler (saison 1, épisode 13)
- 2009 : Mentalist (The Mentalist) : Felicia Gutherie (saison 2, épisode 4)
- 2010 : Private Practice : Andrea (saison 3, épisode 11)
- 2010 : Nip/Tuck : Dahlia Mark (saison 6, épisode 16)
- 2011 : Body of Proof : Jen Russell (saison 1, épisode 7)
- 2011 : Person of Interest : Elizabeth Whitaker (saison 1, épisode 2)
- 2012 : Shameless : Dottie Corones (2 épisodes)
- 2012 : Blue Bloods : Hollie Rivano (saison 2, épisode 12)
- 2012 : Elementary : Donna Kaplan (saison 1, épisode 4)
- 2013 : Deception : (2 épisodes)
- 2013 : The Good Wife : Lena Cesca (saison 5, épisode 1)
- 2013 : FBI : Duo très spécial (White Collar) : (saison 5, épisode 1)
- 2014-2015 : The Knick : Effie Barrow (8 épisodes)
- 2015 : New York, unité spéciale (Law and Order: Special Victims Unit) : Donna Marshall (saison 16, épisode 17)
- 2015 : The Slap : Fiona (2 épisodes)
- 2015 : Happyish : Bella (6 épisodes)
- 2016 : The Blacklist : Mariana Vacarro (saison 3, épisode 13)
- 2016 : Madam Secretary : Mimi Jacobs (saison 2, épisode 16)
- 2016 : Bates Motel : Detective Chambers (saison 4, épisode 10)
- 2017 : Feud : Harriet Aldrich (3 épisodes)
- 2017 : The Path : Libby Dukan (4 épisodes)
- 2017 : Bloodline : Mia (3 épisodes)
- 2018 : American Crime Story : Responsable de l'agence d'escort (saison 2, épisode 7)
- 2018 : Queen America : Katie Ellis
- 2021 : And Just Like That... : Susan Sharon (saison 1, épisode 2)
- 2025 : Will Trent : Didi Polaski (Mère de Angie Polanski) (Saison 3 : épisode 15)